# Metamorfos (biologi)

Fullständig och ofullständig metamorfos hos insekter. I fullständig metamorfos genomgår insekten fyra väl åtskilda steg som inte liknar varandra till utseendet. I ofullständig metamorfos genomgår insekten flera nymfstadier och blir gradvis alltmer lik en fullvuxen individ.

Metamorfos, förvandling eller omvandling betecknar inom biologin en förändring hos ett djur under utveckling, särskilt radikala förändringar som exempelvis när en fjärilslarv under ett puppstadium blir till en vuxen fjäril, eller ett vattenlevande grodyngel utvecklas till en landlevande vuxen groda.

## Metamorfos hos insekter
De bevingade insekternas metamorfos förekommer i två olika utföranden; fullständig metamorfos eller ofullständig metamorfos. De insektsordningar inom vilka vingar aldrig utvecklats sägs antingen ha ofullständig metamorfos eller ingen metamorfos alls.

### Fullständig metamorfos
Insekter genomgår fullständig metamorfos om de har ett tydligt avskilt larvstadium som omvandlas till den vuxna insekten under ett särskilt vilostadium, som puppor. (Detta betyder att individerna genomgår fyra olika stadier, nämligen som ägg (ovum), larv (larva), puppa (pupa) och vuxen insekt (imago).) Denna typ av utveckling kallas även holometabol. Insektsgruppen (en klad) kallas Endopterygota eller Holometabola. (I några fall saknas vissa stadier hos nulevande endopterygota insekter på grund av neoteni, men fanns hos deras förfäder.)
Det första stadiet av de fyra är ägget. Äggen är antingen befruktade av en hane eller utvecklas obefruktade (partenogenes). Honorna kan lägga ägg antingen i vatten, på land, i värddjur, i kadaver, i växter, i svamp, i multnande trä, eller annan plats beroende på vilken insekt det handlar om.
Det andra stadiet, larven, utvecklas först innanför äggets skal och larven kommer ut när ägget kläcks. Under larvstadiet sker den största tillväxten hos en insekt med fullständig metamorfos, så det är stor skillnad på en nykläckt larv och en larv som vuxit sig tillräckligt stor för att förpuppas.
Efter larvstadiet kommer det tredje stadiet, puppa. Då omger sig larven med ett hårt skal och löses upp till en cellulär vätska. Vätskan nybildar senare de annorlunda organ som är den fullt utvecklade insekten. 
Ur puppan kläcks det fjärde stadiet, den fullvuxna insekten, även kallad imago. Hos flygande insekter som har fullständig metamorfos är det detta stadium som kan flyga och har könsorgan.
Fullständig metamorfos finns i många stora insektsgrupper. Till exempel flugor, steklar (som bin, getingar och myror), skalbaggar och fjärilar.

#### Insekter med fullständig metamorfos
Följande insektsordningar har fullständig metamorfos:
- Fjärilar (Lepidoptera)
- Halssländor (Raphidioptera)
- Loppor (Siphonaptera)
- Nattsländor (Trichoptera)
- Näbbsländor (Mecoptera)
- Nätvingar (Neuroptera)
- Skalbaggar (Coleoptera)
- Steklar (Hymenoptera)
- Tvåvingar (Diptera)
- Vattennätvingar (Megaloptera)
- Vridvingar (Strepsiptera)

### Ofullständig metamorfos
Ofullständig metamorfos betyder ”ej fullständigt genomförd metamorfos”.
Att den inte är fullständigt genomförd betyder att den inte genomgått alla de fyra stadierna, det vill säga ägg, larv, puppa, vuxen. Den har bara genomgått tre eller två stadier, puppstadiet fattas helt. Till exempel hos gräshoppor kläcks ur ägget en larv, kallad nymf, som liknar de vuxna insekterna med undantag för att den är mindre och saknar vingar.
Andra insekter som har ofullständig metamorfos är bl.a. kackerlackor (som också går direkt från ägg till nymfstadiet) och trollsländor. Denna typ av metamorfos kallas även hemimetabol utveckling. Insektsgruppen kallas ibland Exopterygota eller Hemimetabola. (Den är dock parafyletisk.)

#### Insekter med ofullständig metamorfos
Följande insektsordningar har ofullständig metamorfos:
- Bäcksländor (Plecoptera)
- Bönsyrsor (Mantodea)
- Caloneurodea (utdöd)
- Dagsländor (Ephemeroptera)
- Halvvingar (Hemiptera)
- Hoppborstsvansar (Archaeognatha) kallas ibland ametabola=utan förvandling[4]
- Hopprätvingar (Orthoptera)
- Jordlöss (Zoraptera)
- Kackerlackor (Blattodea)
- Djurlöss (Phthiraptera)
- Mantophasmatodea
- Protorthoptera (utdöd)
- Stövsländor (Psocoptera)
- Silverborstsvansar (Zygentoma) kallas ibland ametabola=utan förvandling[4]
- Spinnfotingar (Embioptera)
- Spökskräckor (Phasmatodea)
- Stritar (Auchenorrhyncha)
- Syrsborstsvansar (Notoptera)
- Termiter (Isoptera)
- Titanoptera (utdöd)
- Tripsar (Thysanoptera)
- Trollsländor (Odonata)
- Tvestjärtar (Dermaptera)

### Exempel: Metamorfos hosrovfjäril
Det är i puppan som själva metamorfosen sker för fjärilarna. 

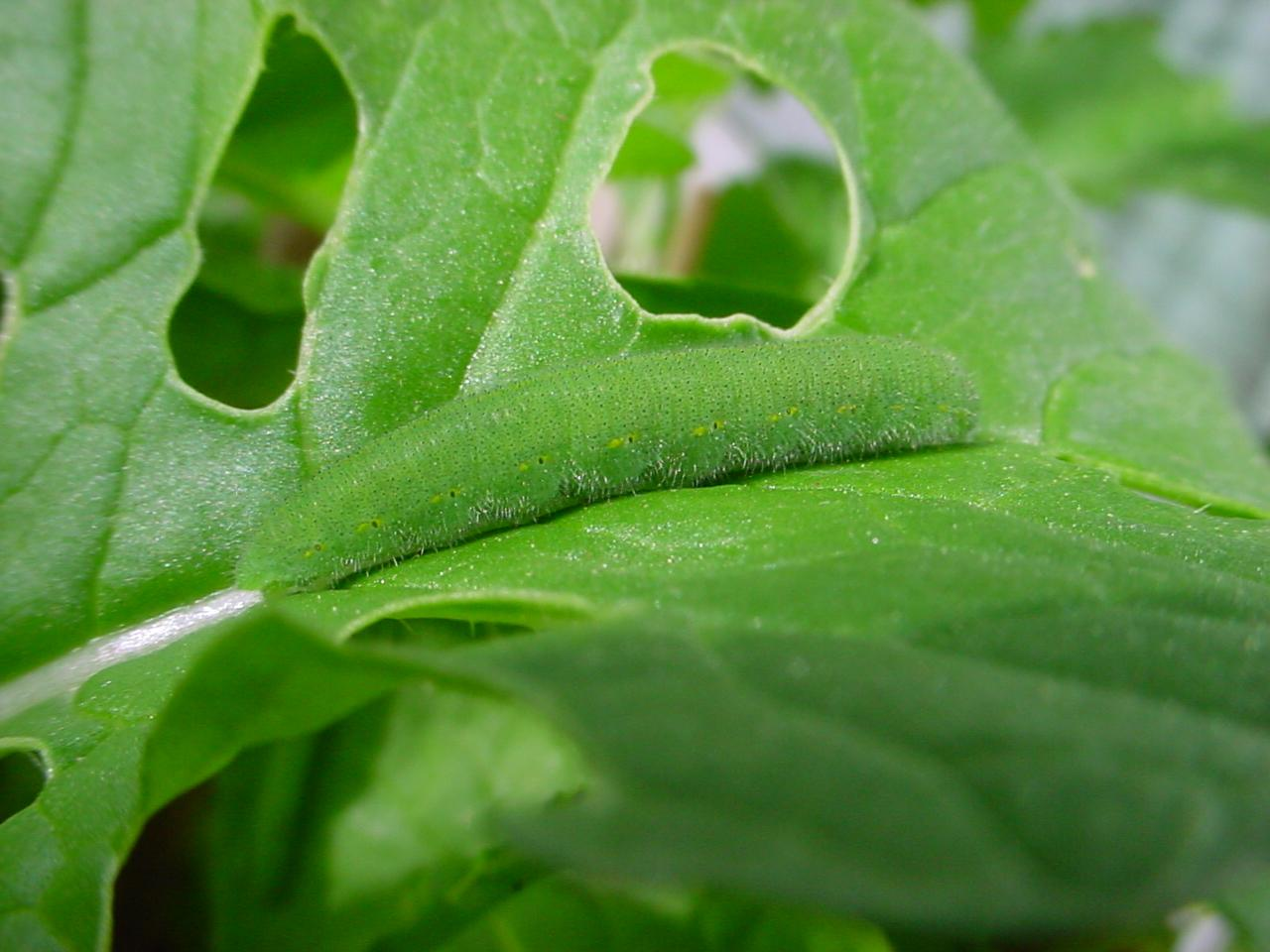
larv
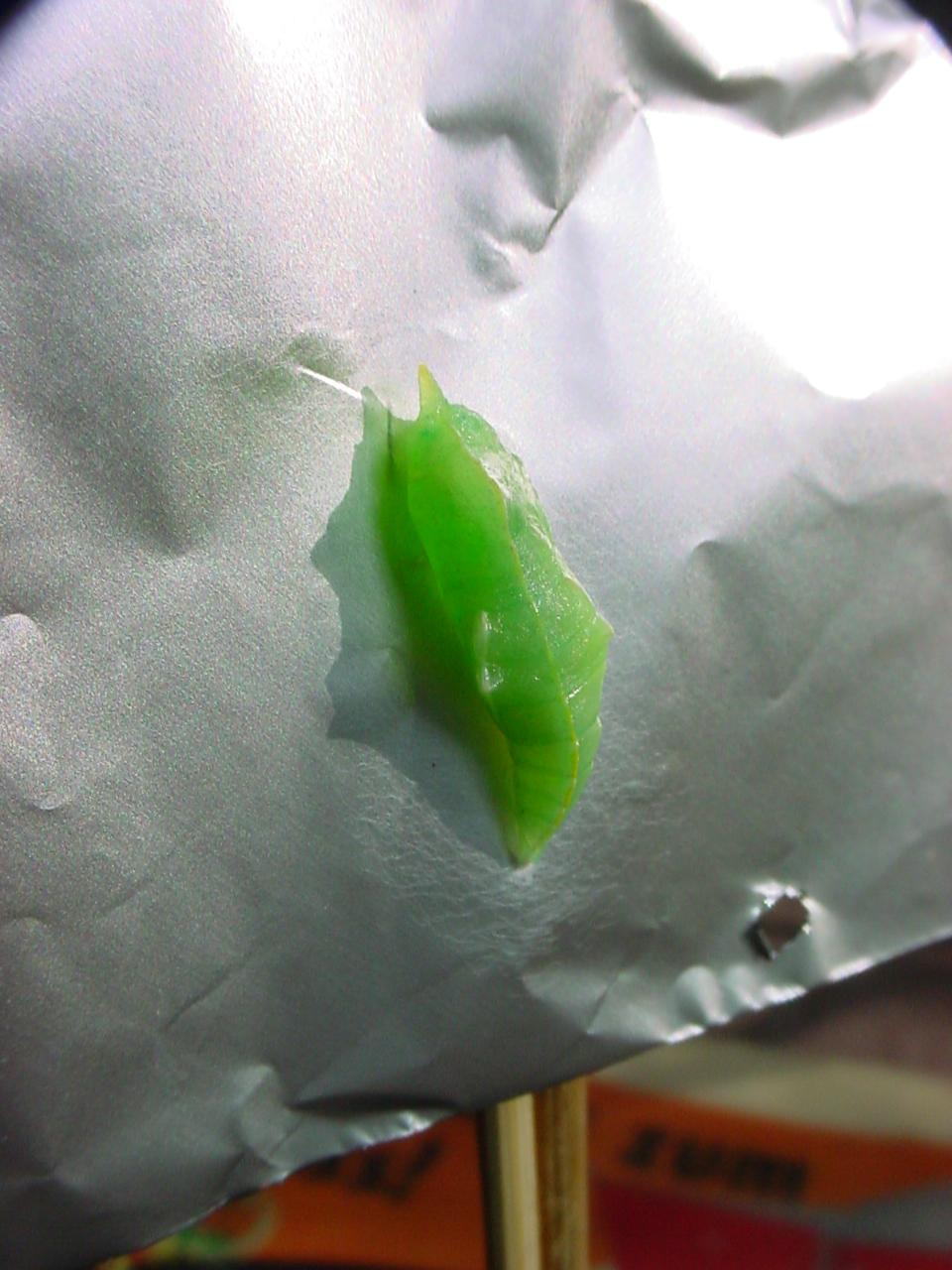
puppa
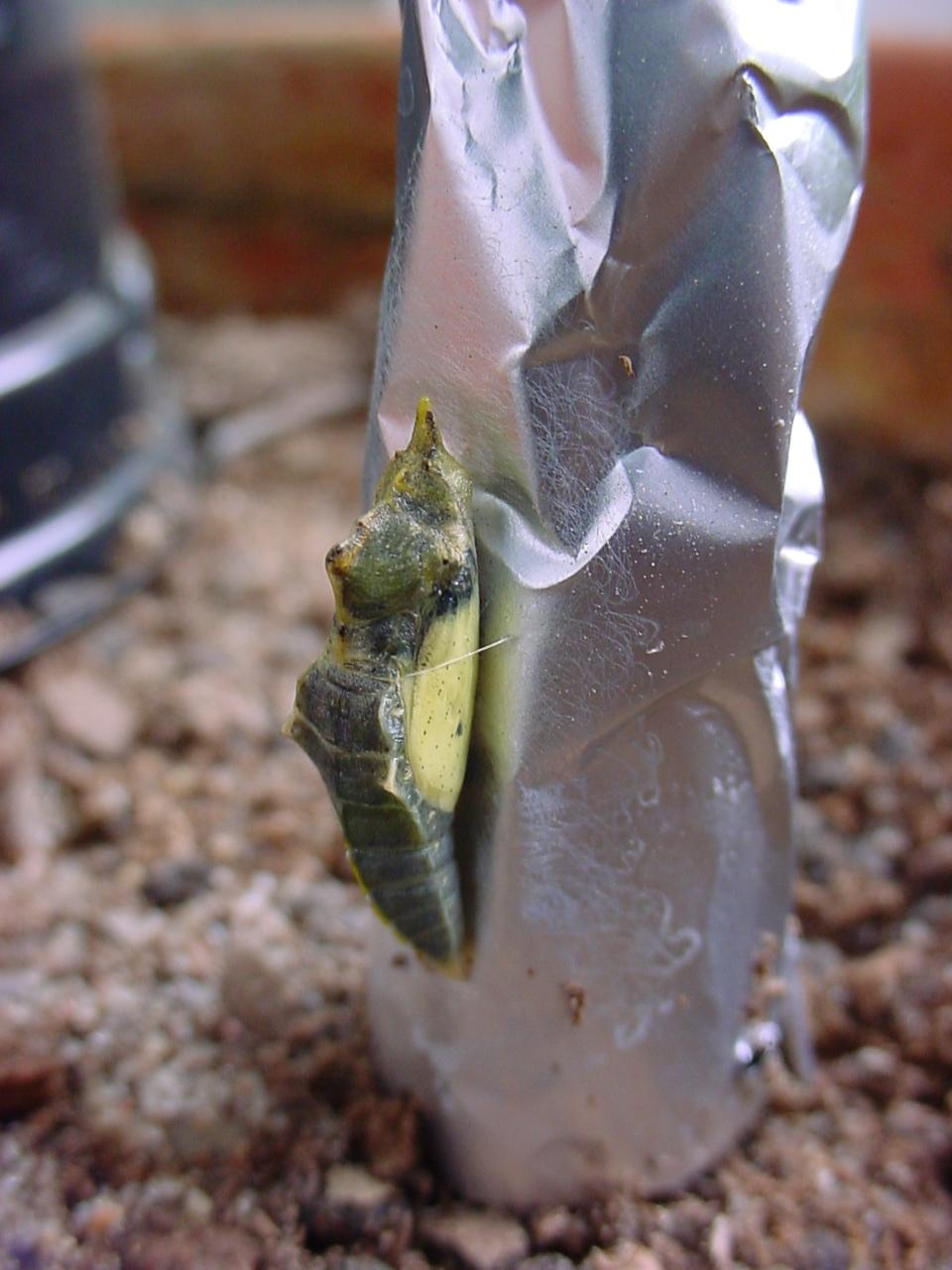
Puppa som just ska överges
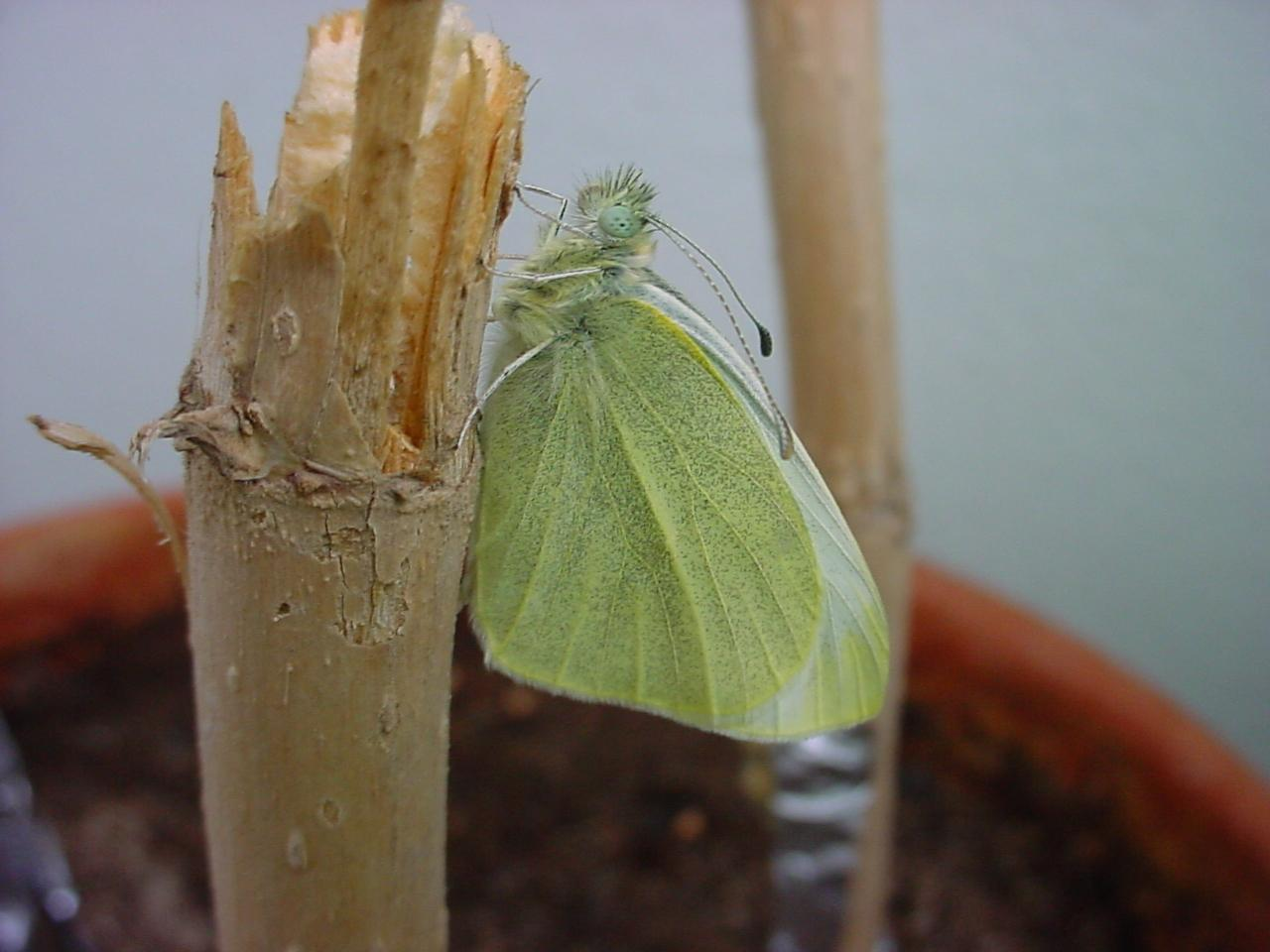
Imago

## Metamorfos hos andra djurgrupper
Exempel på metamorfos hos andra djur än insekter är omvandlingen från vattenlevande till landlevande groddjur, och omvandlingen från frisimmande grodyngellik larv till fastsittande (sessila) vuxna sjöpungar.